# Philippe van Frankrijk (1730-1733)
Philippe Lodewijk van Frankrijk (Versailles, 30 augustus 1730 – aldaar, 17 april 1733), prins van Frankrijk en hertog van Anjou, was de tweede zoon en het vijfde kind van de Franse koning Lodewijk XV en koningin Maria Leszczyńska. 
Prins Philippe werd op 30 augustus geboren in het jaar 1730. Hij had drie oudere zusters, de prinsessen: Louise Elisabeth (1727-1759), Henriëtte Anne (1727-1752, jongere tweelingzuster van Louise Elisabeth) en Marie Louise (1728-1733). Hij had ook een oudere broer, de dauphin: Lodewijk Ferdinand (1729-1765). 
Ook had Philippe vijf jongere zusjes: Adélaïde (1732-1800), Victoire (1733-1799), Sophie (1734-1782), Thérèse Félicia (1736-1744) en Louise Marie (1737-1787).
Plotseling stierf prins Philippe, nog geen drie jaar oud. In 1733 stierf ook zijn oudere zuster Marie Louise (19 februari). Op 11 mei 1733 werd zijn jongere zuster prinses Victoire geboren.